# Paris (Misuri)
Paris es una ciudad ubicada en el condado de Monroe en el estado estadounidense de Misuri. En el Censo de 2010 tenía una población de 1220 habitantes y una densidad poblacional de 377,14 personas por km².

## Geografía
Paris se encuentra ubicada en las coordenadas 39°28′38″N 92°0′14″O / 39.47722, -92.00389. Según la Oficina del Censo de los Estados Unidos, Paris tiene una superficie total de 3.23 km², de la cual 3.22 km² corresponden a tierra firme y (0.56%) 0.02 km² es agua.

## Demografía
Según el censo de 2010, había 1220 personas residiendo en Paris. La densidad de población era de 377,14 hab./km². De los 1220 habitantes, Paris estaba compuesto por el 93.61% blancos, el 4.92% eran afroamericanos, el 0.08% eran amerindios, el 0.16% eran asiáticos, el 0% eran isleños del Pacífico, el 0.08% eran de otras razas y el 1.15% pertenecían a dos o más razas. Del total de la población el 0.66% eran hispanos o latinos de cualquier raza.